# Збиття Мі-8 у Слов'янську
29 травня 2014 року, під час війни на сході України, приблизно о 12:30 дня було збито український вертоліт Мі-8МТ у межах Слов'янська. Виконавцями були найманці з російської диверсійної групи в складі формування терористичної організації ДНР.
У день загибелі Мі-8МТ зі складу Гвардійської авіаційної бази Національної гвардії (командир — полковник Сергій Бульдович) здійснював плановий виліт на потреби командування.  Особливістю вильоту було те, що на борту перебував начальник управління бойової та спеціальної підготовки Національної Гвардії МВС України генерал-майор Сергій Кульчицький з охороною, який мав перевірити стан боєздатності бійців 1-го батальйону НГУ на одному з блокпостів.
Першим у польотному завданні був блокпост №6, де пілоти зробили ротацію бійців зі складу спецроти міліції УМВС України в Івано-Франківській області (колишній «Беркут»).
Наступним був блокпост №5, де несли службу бійці 1-го батальйону НГУ. Гелікоптер здійснив посадку за 500 метрів від опорного пункту, де заздалегідь було підготовлено місце для посадки та вивантажив провізію.
Приблизно 12:25 гелікоптер відлетів 800 метрів від блокпоста №5 та на висоті 30-40 метрів був збитий протитанковою керованою ракетою (за іншими даними — з ПЗРК, що виглядає малоймовірним через малу висоту ураження машини), яку випустила мобільна група бойовиків.
Вважається що був злив інформації зі штабу, оскільки, згідно з проросійськими джерелами, група точно знала, що «полює на генерала» і очікувала прильоту конкретного гелікоптера.

## Загиблі
1. Безпалько Петро Васильович (1980 р.н.) — старший лейтенант міліції, заступник командира взводу спецроти міліції УМВС України в Івано-Франківській області. З 2001 року служив у спецпідрозділі «Беркут». Миротворець (Косово, 2004—2005). Похований в Івано-Франківську.
2. Білошкурський Валентин Васильович (1979 р.н.) — прапорщик, інструктор (старший кулеметник) відділення кулеметників взводу вогневої підтримки 2-ї роти спецпризначення 8-го ПОП НГУ («Ягуар»). Служив за контрактом близько 13 років. Похований у Вінниці.
3. Бульдович Сергій Іванович (1973 р.н.) — гвардії полковник, командир екіпажу Мі-8МТ, заступник командира з льотної підготовки Гвардійської авіаційної бази НГУ. Випускник Сизранського ВВАУЛ (1994). Похований у Кропивницькому.
4. Кравченко Сергій Миколайович (1975 р.н.) — гвардії капітан, старший бортовий технік — інструктор екіпажу гелікоптера Мі-8МТ вертолітної ескадрильї Гвардійської авіаційної бази НГУ. Випускник Київського інституту ВПС.
5. Кульчицький Сергій Петрович (1963 р.н.) — генерал-майор, начальник управління бойової та спеціальної підготовки ГУ НГУ. Похований на Личаківському цвинтарі у Львові.
6. Курилович Віталій Іванович (1973 р.н.) — майор, начальник групи бойової та спеціальної підготовки 4-го полку охорони НГУ. Похований у Павлограді, в грудні 2015 перепохований в Тернополі.
7. Лисенчук Володимир Васильович (1984 р.н.) — прапорщик міліції, міліціонер спецроти міліції УМВС України в Івано-Франківській області. У правоохоронних органах з 2005 року, в «Беркуті» — з 2008. Похований в с. Лісний Хлібичин, Івано-Франківська область.
8. Ліпський Віктор Володимирович (1983 р.н.) — прапорщик, інструктор (старший кулеметник) відділення кулеметників взводу вогневої підтримки 2-ї роти спецпризначення 8-го ПОП НГУ («Ягуар»). Служив за контрактом майже 12 років. Похований в Малих Кутищах Вінницької області.
9. Остап'юк Петро Володимирович (1988 р.н.) — старшина міліції, міліціонер спецроти міліції УМВС України в Івано-Франківській області. В «Беркуті» — з 2009. Похований в с. Торговиця, Івано-Франківська область.
10. Семанюк Василь Васильович (1979 р.н.) — старший лейтенант міліції, черговий чергової частини спецроти міліції УМВС України в Івано-Франківській області. З 2001 служив у спецпідрозділі «Беркут». Похований в Івано-Франківську.
11. Шарабуряк Володимир Богданович (1976 р.н.) — старший прапорщик міліції, командир відділення спецроти міліції УМВС України в Івано-Франківській області. З 1998 служив у спецпідрозділі «Беркут». Похований в Івано-Франківську.
12. Яков'як Віктор Петрович (1988 р.н.) — старший сержант міліції, міліціонер спецроти міліції УМВС України в Івано-Франківській області. Строкову службу проходив у ВВ МВС. В «Беркуті» — з 2009. Похований в с. Голосків Івано-Франківська область.